# Agrupación Astronómica de Sabadell
La Agrupación Astronómica de Sabadell es una agrupación de astrónomos amateurs de toda España. Su finalidad es la práctica, el asesoramiento y la divulgación de la astronomía. Se trata de una entidad muy activa, con más de 800 socios en toda España y en el extranjero. 
Es miembro de la Sociedad Española de Astronomía, y colabora activamente con diferentes organismos internacionales como la International Occultation Timing Association, la AAVSO (Associación Americana de Observadores de Estrellas Variables) y el MPC (Minor Planet Center).
En el año 2006 fue declarada entidad de utilidad pública por el Ministerio del Interior.

## Historia
La Agrupación Astronómica de Sabadell fue fundada el 14 de abril de 1960 por cuatro jóvenes de la ciudad de Sabadell: Carles Palau, Fèlix Comella, Joaquim Inglada y Josep M. Oliver, con la finalidad de practicar la astronomía amateur y divulgar esta ciencia. Pronto fue una agrupación muy activa y pasó de ser de ámbito local o comarcal a ser de ámbito estatal. Su número de socios fue aumentando continuamente hasta alcanzar los 1000 socios en el año 2006.
Se ha caracterizado siempre por una gran actividad. Desde su inicio que se publica una revista periódica, Astrum, con noticias, fotografías, efemérides y todo lo que un aficionado a la astronomía puede necesitar. También, desde muy pronto se han organizado cursos de todo tipo, tanto de nivel básico como de nivel más avanzado en las diferentes materias astronómicas. También se han organizado talleres más especializados, observaciones al aire libre, conferencias, viajes a eclipses solares etc.
Desde muy pronto se crearon delegaciones en diferentes lugares de Cataluña y del resto de España que más tarde se establecerían como agrupaciones astronómicas propias. Así pues, puede decirse que la Agrupación Astronómica de Sabadell ha sido la "madre" de muchas otras agrupaciones astronómicas actuales.
La primera sede que tuvo la Agrupación fue un despacho que el diario Sabadell cedió a la entidad. En 1963 otra entidad, Radio Sabadell, cedió más espacio y la Agrupación se trasladó, y en 1965 la Obra Social de la Caja de Ahorros de Sabadell cedió un buen espacio y la torre del edificio de su nueva sede, la Escuela Industrial, para poner los telescopios, y allí la Agrupación pasó mucho tiempo. El sueño de sus dirigentes durante muchos años era poder tener un observatorio propio en alguna zona cercana a la ciudad (la montaña de La Mola fue una firme candidata durante muchos años).
En 1985, sin embargo, el alcalde de Sabadell, Antoni Farrés, se comprometió a construir un observatorio astronómico para la entidad. Este observatorio se construyó en medio del parque de Cataluña de la ciudad y fue inaugurado en 1993. Se trata de un edificio polivalente con un auditorio con capacidad para 60 personas, una secretaría, una biblioteca y el propio observatorio.

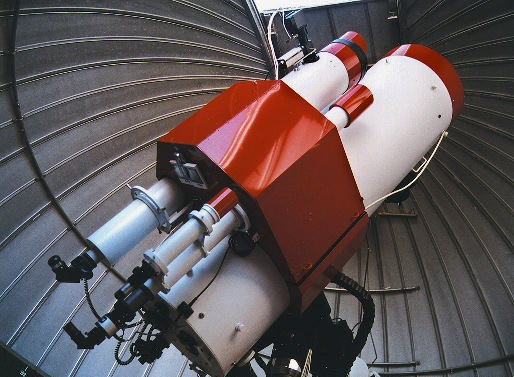
Telescopio de la Agrupación Astronómica de Sabadell.

El observatorio de la Agrupación se equipó con un telescopio Newton de 0,5 metros de diámetro y las mejores cámaras CCD del mercado. Este primer telescopio fue renovado en el año 2000 y se cambió por otro telescopio Newton-Cassegrain-Relay también de 50 cm de apertura.
En el año 2005 se crearon los Observatorios de la Agrupación Astronómica de Sabadell en el Montsec. Se trata de un recinto con 34 observatorios propiedad de diferentes socios de la entidad y uno de ellos propiedad de la propia Agrupación. Este recinto está situado en el bonito pueblo de Àger, en la comarca de la Noguera, y al pie del Montsec. Se trata de un lugar privilegiado para la práctica de la astronomía, con un cielo muy oscuro. La Agrupación encargó un nuevo telescopio para su observatorio del Montsec a la empresa Halfmann Teleskoptechnik. Se trata de un telescopio de 0,5 m de apertura, altazimutal y robotizado, que fue instalado a finales de 2008 e inaugurado en el año 2009.
En 2006 la Agrupación Astronómica de Sabadell fue declarada entidad de utilidad pública por el Ministerio del Interior.

### Presidentes de la Agrupación Astronómica Sabadell
Estos han sido los distintos presidentes que ha tenido la entidad:
- 1960-1962: Carles Palau
- 1962-1965: Jaume Moreu
- 1965-1979: Feliu Comella
- 1979-2006: Josep Maria Oliver
- 2006-2010: Antoni Ardanuy
- 2010-2014: Àngel Massallé
- 2014-2016: Xavier Puig
- 2016-2018: Xavier Bros
- 2018-2020: Emili Capella
- 2020-actualidad: Carles Schnabel

## Actividades

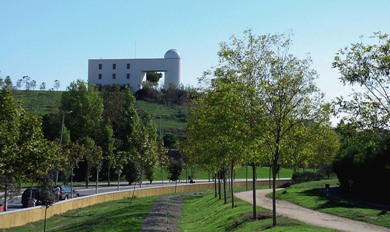
Observatorio de la Agrupación Astronómica de Sabadell, vista general.

La Agrupación Astronómica Sabadell organiza muchas actividades de divulgación de la astronomía y de la investigación para sus socios y para el público en general. Algunas de las principales actividades que organiza son las siguientes:
- Conferencias: cada miércoles a las 8 de la noche en la sede de la Agrupación y por YouTube
- Sesiones de astronomía para las escuelas e institutos
- Sesiones de astronomía para el público en general, para grupos, para parejas, etc.
- Cursos: iniciación a la astronomía, la observación del firmamento, tècnicas de observación, astrofotografía, etc.
- Talleres de astronomía
- Astronomía para los niños: talleres, casals, etc.
- Sesiones en directo por internet
- Investigación astronómica: estrellas variables, estrellas dobles, blazars, asteroides, exoplanetas, supernovas, neos, etc.

## Eventos organizados
La Agrupación Astronómica Sabadell ha organizado muchos eventos dentro del mundo de la astronomía amateur, tanto a nivel estatal como a nivel internacional. Estos son los principales eventos organizados:
- Convención de Observadores: Encuentro estatal de observadores astronómicos. Se trata de una actividad propia de la Agrupación, donde se encuentran los observadores astronómicos más activos de la Agrupación. Actualmente es bianual.
- 1977: II Jornadas de Astronomía. Encuentro de todas las agrupaciones astronómicas de España.
- 2001: Organización del Europeo Symposium on Occultation Projects
- 2023: Organización del 5th European Variable Star Meeting

## Premios
A lo largo de su historia, la Agrupación ha recibido distintos premios. Estos son los principales:
- 1995: Premio Tenacidad 1995 a Josep M. Oliver, presidente de la entidad durante 27 años (1979-2006)
- 1998: Premio Top Web 98, a la mejor web de Sabadell en el apartado de instituciones
- 1998: Mención Paul Harris de Rotary Club.
- 2002: Placa Narcís Monturiol al mérito científico y tecnológico. Se trata del máximo galardón que otorga la Generalidad de Cataluña en el campo científico y tecnológico.
- 2010: Medalla de honor de la ciudad de Sabadell. Se trata del máximo galardón que otorga la ciudad de Sabadell a sus personalidades y entidades más destacadas.